# Kánya Endre
Kánya Endre (Szatmárnémeti, 1971. február 22. – Nagyvárad, 2018. január 13.) romániai magyar református lelkipásztor, egyetemi oktató.

## Életpályája
1974-ben szüleivel Szinérváraljára költözött. Itt nevelkedett református, mélyen vallásos szülők egyetlen gyermekeként. Édesanyja, asszonynevén Kánya Erzsébet, Apahegyen született 1951. augusztus 18-án, édesapja, id. Kánya Endre, Berenden született 1940. szeptember 21-én.
Az elemi iskolát Szinérváralján, a középiskolát a szatmárnémeti Kölcsey Gimnáziumban végezte 1985-ben.
Egyetemi fokú egységes protestáns teológiai tanulmányait Kolozsváron végezte 1995-ben. Egyetemi évei alatt egy esztendőt kihelyezett teológusként szolgált Hosszúmezőn, 1992. október 1-től, ahol megismerkedett feleségével, akivel válásukig 23 évig élt házasságban. Két leánygyermekük született: Dorottya és Lilla.
A svájci, Bázelben tanult, ahol német nyelvtudását felsőfokúra fejlesztette.

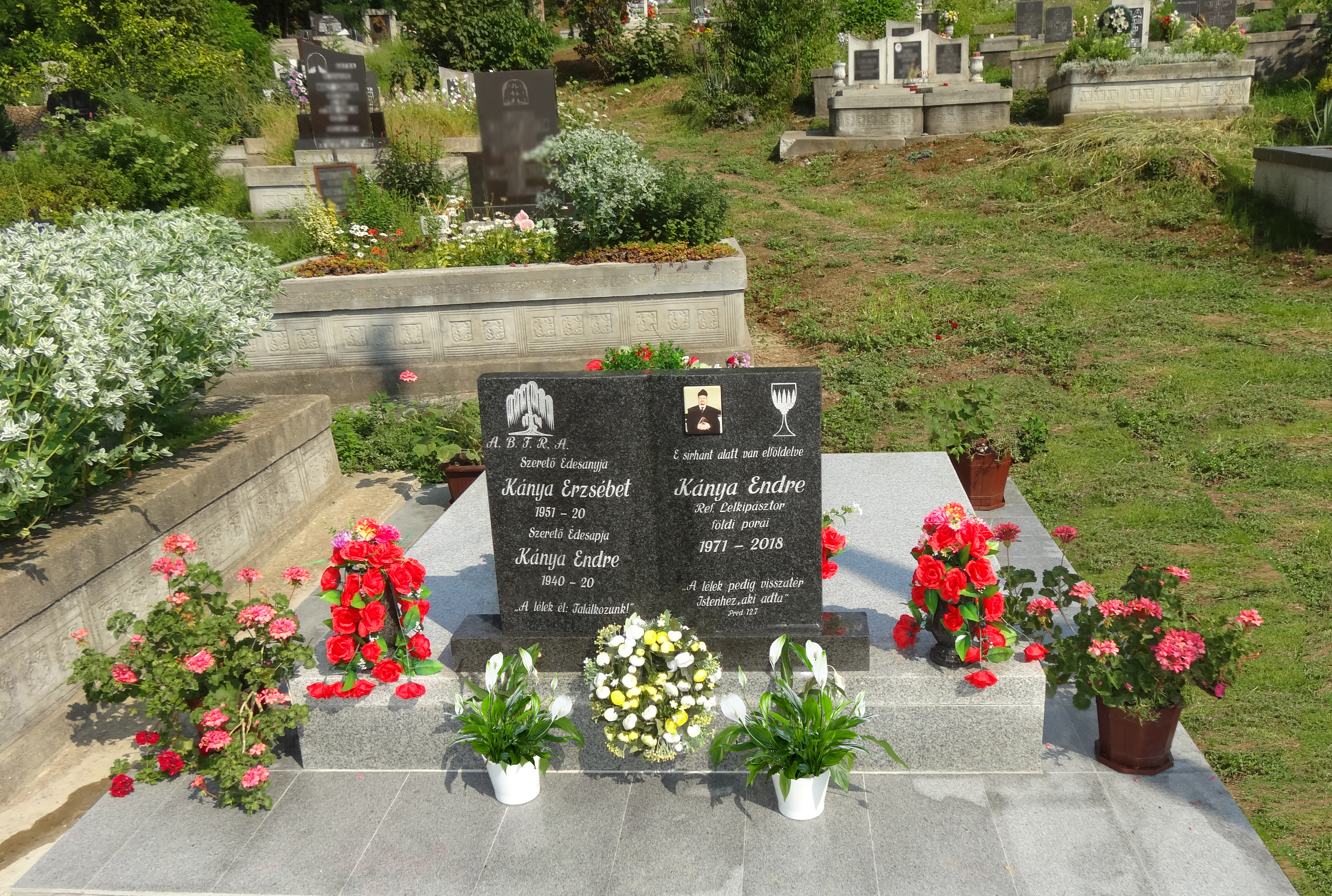
Kánya Endre lelkipásztor sírhelye

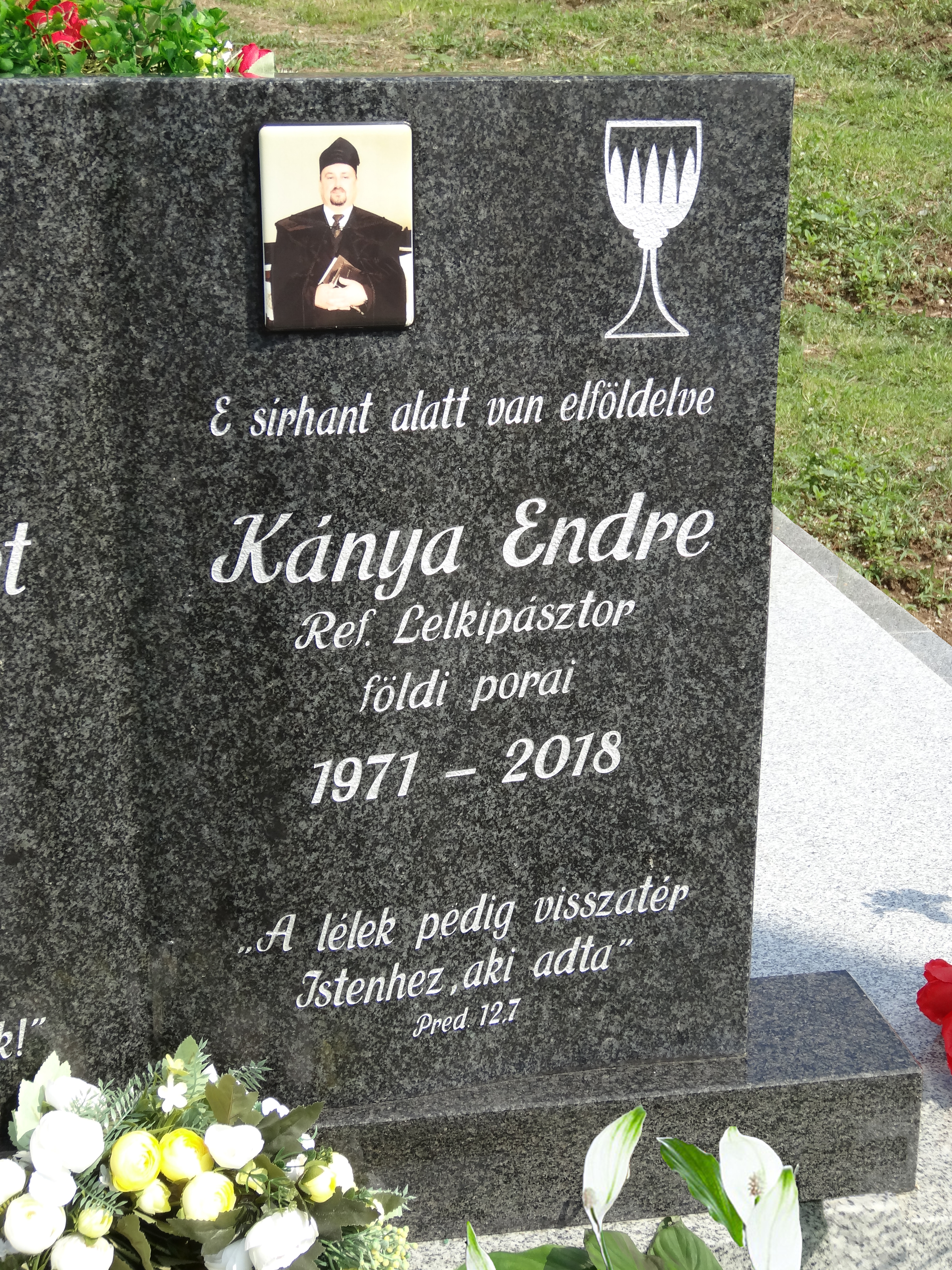
Kánya Endre lelkipásztor sírköve

Tanulmányait követően Nagyváradra került, ahol a Királyhágómelléki református egyházkerületben püspöki titkárként, és ugyanakkor segédlelkészként szolgált Váradolasziban. Tizenhat éven keresztül tanított előbb a Sulyok István Református Főiskolán, majd a Partiumi Keresztény Egyetemen. 1997-ben az Örvéndi Református Egyházközség lelkipásztora lett, ahol húsz esztendőn keresztül szolgált a gyülekezetben. Egyidejűleg 2001-ben elkezdte a Debreceni Hittudományi Egyetemen tanulmányait, hogy doktori címet szerezzen.
2014 tavaszán előadásokat tartott a Selye János Egyetem Református Teológiai Karán Révkomáromban.
Szolgálati ideje alatt sokat tevékenykedett a gyülekezet és egyháza fejlesztésén:
- 2000-ben készült el az imaterem.
- 2002-ben emlékművet állítottak az első- és második világháború hőseinek a templomkertben az akkori alpolgármester, Sorbán Mihály támogatásával.
- 2003-ban elkészült a templom újrapadlásolása.
- 2006-os esztendőben a Kultuszminisztérium, a német GAW szervezet és a megyei tanács jóvoltából sikerült külsőleg felújítani a templomot, a régi ablakokat lecserélni és a légbefúvásos fűtést beszerelni.
- 2006-ban kopjafát állítottak Örvéndi Pál, Bocskai István erdélyi fejedelem főembere, várkapitány-hadvezér, Örvénd birtokosa emlékére.
- A 2007-es esztendő egyik legnagyobb eredménye az elromlott elektromos orgona kicserélése volt, Kánya Endre tiszteletes hollandiai kapcsolatai révén sikerült egy Johannus-orgonát szereznie.

Ugyanakkor elkészült a harangozó automata is.
- 2008-ban az egyház visszaperelte a kis iskolát, ahol az elemisták tanulnak, majd 2010-ben megkezdődött (s azóta befejeződött) a temetőkápolna építése megyei tanácsi támogatással, a református egyház tulajdonában lévő temetőben. A kápolnában van egy kis harang, amely egy Örvéndről elszármazott, Németországban élő család tagjainak az adománya. Ugyancsak ők gyűjtötték össze az anyagiakat egy turulmadaras emlékműhöz is, amely egy fatalapzattal együtt a templomban kapott helyet.
- 2017. december 24-én, szenteste, szolgálatának utolsó estéjén, Kánya Endre reményteljes szívvel közölte a gyülekezet tagjaival: a Jézuska elhozta egy rég várt pályázat eredményét is, amely összeget a templom belső felújítására igényeltek.

## Halála
2018. január 13-án, 46. életévében hunyt el. Gyászszertartására január 16-án az örvéndi református templomban került sor, majd a szinérváraljai temetőben helyezték végső földi nyugalomra.
A gyászolókat, a végtisztességet tévő gyülekezetet Dénes István Lukács, a Bihari Református Egyházmegye esperese köszöntötte, majd Csűry István, a Királyhágómelléki Református Egyházkerület püspöke hirdette Istennek vigasztaló igéjét.

## Könyve
2012-ben közreműködött az Örvénd monográfiája megírásában.